# Шумахер, Давид
Давид Шумахер (род. 23 октября 2001, Зальцбург, Австрия) — немецкий автогонщик. В сезоне 2024 года выступает в ADAC GT Masters.

## Личная жизнь
Мать — Кора Шумахер, отец — бывший немецкий гонщик Формулы-1 Ральф Шумахер. Его дядя — семикратный чемпион Формулы-1 Михаэль Шумахер. Двоюродный брат Мик Шумахер также является гонщиком и выступал в Формуле-1 в сезонах 2021—2022 годов.
Давид ездит между своим домом в Бергхайме и частной школой в Нойсе, так как это даёт наилучшую возможность заниматься гонками и закончить школу.

## Карьера
Давид Шумахер начал заниматься картингом в возрасте четырёх лет. В 2017 году он занял второе место в чемпионате Германии по картингу среди юниоров и 13-е место в чемпионате Европы по картингу CIK-FIA. В том же году он подписал контракт с гоночной командой Формулы-4 своего отца Ральфа Шумахера US Racing CHRS.
В конце сезона 2017 года Давид Шумахер завершил сезон в чемпионате Формулы-4 ОАЭ. Здесь он выступал за команду Rasgaira Motorsports, с которой US Racing договорились о сотрудничестве на один сезон. Поскольку сезон в Формуле-4 ОАЭ проводится в течение года, это рассматривалось как оптимальная подготовка к немецкой Формуле-4, который начинается весной.
После сильного сезона с тремя победами и только двумя финишами без подиума Шумахер занял второе место после Чарльза Вертса. Этот успех принес Шумахеру первые очки для получения суперлицензии FIA.
В сезоне 2018 года немецкого чемпионата Формулы-4 Шумахер, как и планировалось, выступал за команду US Racing CHRS, где его отец является руководителем команды. В конце сезона он был девятым в общем зачете и лучшим новичком, опередив Никласа Крюттена.
В сезоне 2019 года он участвовал в первом сезоне Регионального европейского чемпионата Формулы, где занял четвёртое место из 20 гонщиков. Давид также дебютировал в Формуле-3 на последнем этапе сезона в Сочи за команду Campos Racing.
В сезоне 2020 года он выступал в качестве основного гонщика в Формуле-3. Однако в этом сезоне не набрал ни одного очка чемпионата мира в 18 гонках сезона с чешской гоночной командой Charouz и британской гоночной командой Carlin Buzz Racing, в которую Давид перешёл в течение сезона.
В сезоне 2021 года Давид Шумахер выступал за итальянскую команду Trident Racing в Формуле-3. Он выиграл вторую спринтерскую гонку в Австрии, что стало его первой победой в гонке Формулы-3. Давид закончил сезон 11-м в общем зачете с 55 очками чемпионата мира.
В сезоне 2022 года Шумахер перешёл в Winward Racing в DTM. На субботней гонке в Хоккенхайме Давид, который был седьмым, столкнулся с Томасом Прайнингом, который был восьмым. Прайнинг и сам Шумахер выбыли и не стартовали в гонке в воскресенье. Позже выяснилось, что немец получил перелом поясничного позвонка. Таким образом, Шумахер не набрал очков в своем первом сезоне DTM и закончил его на 28-м месте. В сезоне 2022 года также снова выступал за команду Charouz на этапах Формулы-3 в Имоле и Зандворте, где заменял Айртона Симмонса и Кристиана Мэнселла.